# Наропа

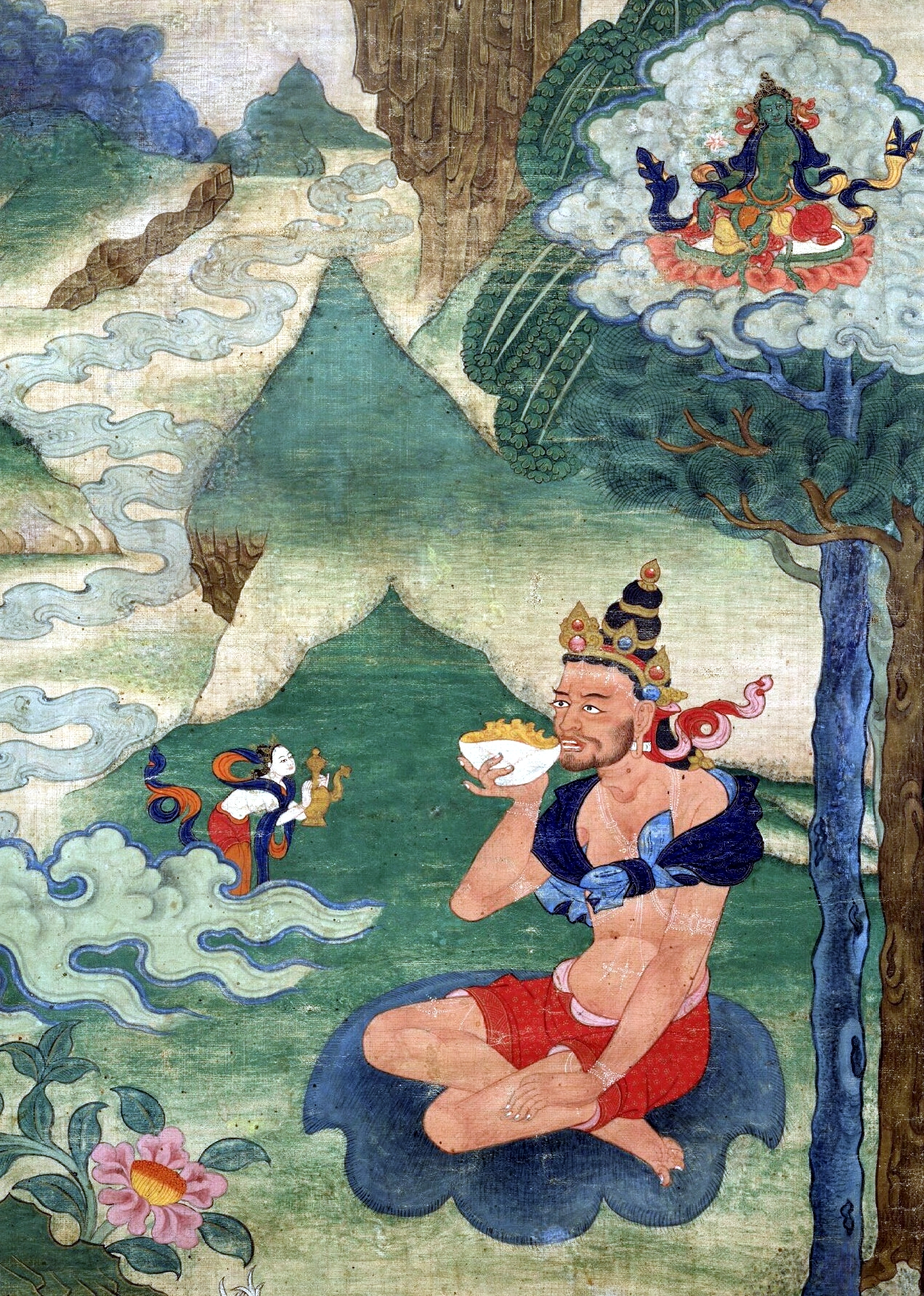
Наропа

Наропа (пракр ; санскр. Nāropadā , Надапада або Абхаякірті)  або Абхаякірті народився в Бенгалії, індійському буддійському Махасіддга. Він був учнем Тілопи і братом теж, або, як стверджують деякі джерела, партнер і учень Нігуми. Як індійський Махасіддха, інструкції Наропи інформують Ваджраяна, особливо його Шість йог Наропи, що стосуються етапу завершення анутарайогатантри. 
Хоч деякі розповіді говорять про те, що Наропа був особистим учителем Марпи Лоцави, інші розповіді говорять про те, що Марпа отримав лінію передачі Наропи лише через посередників.

## Ім'я
За словами вченого Джона Ньюмена, "тибетці дають ім'я Наро як Nā ro pa, Nā ro paṇ chen, Nā ro ta pa тощо. Рукопис Paramarthasaṃgraha зберігає форму санскриту Naḍapāda (Paramarthasaṃgraha 74). Рукопис санскриту, відредагований Туччі, зберігає очевидну пракритську форму Наропа, а також напівсанскритську Наропаду "(Tucci 1930: 150 & 152)

## Біографія

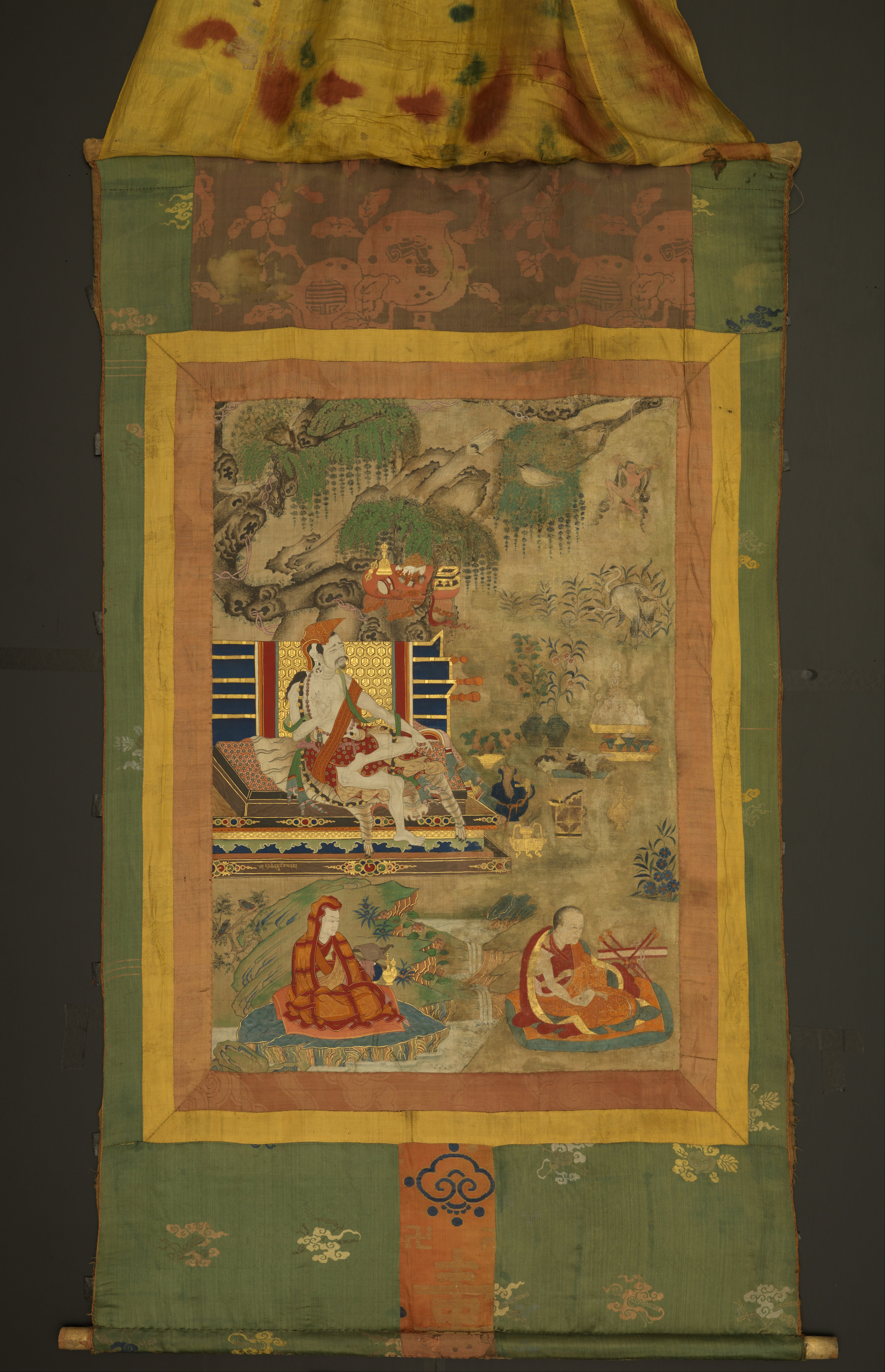
Махасіддха Наропа (тханка)

Наропа був сучасником Атіши. Наропа народився в сім’ї Брахміна з високим статусом Бенгалії. З раннього віку демонстрував самостійну ситуацію, сподіваючись продовжити кар'єру навчання та медитації. Піддаючись побажанням батьків, він погодився на домовлений шлюб з молодою дівчиною Брахміна. Після 8 років вони обоє погодилися розірвати шлюб і стали висвяченими. У віці 28 років Наропа вступив до знаменитого буддійського університету в Наланді, де вивчав і Сутру, і Тантру. Він здобув репутацію великого вченого та бездоганного дискутатора, що було важливим для того часу, оскільки традиція дискусій була такою, що програв автоматично став студентом переможця. Врешті-решт він здобув титул «Опікун Північних воріт», брав участь у багатьох дискусіях та викладав та перемагав багатьох студентів.
Згідно з тибетською намтарою, одного дня, коли Наропа навчався, йому з’явилася дакиня і запитала, чи розуміє він слова Дхарми, вчення Будди. Він відповів, що розуміє, і коли вона здавалася задоволеною його відповіддю, він додав, що він також розуміє їх значення. У цей момент дакиня розплакалася, заявивши, що він чудовий вчений, але і брехун, оскільки єдиний, хто розумів вчення, був її брат Тілопа. Почувши ім'я «Тілопа», він пережив інтенсивне почуття відданості, і Наропа зрозумів, що йому потрібно знайти вчителя, щоб досягти повної реалізації. Він відмовився від навчання і посади в університеті і взявся за пошук Тілопи. Тоді Наропа зазнав того, що називається дванадцятьма незначними труднощами в його прагненні знайти свого вчителя, всі негаразди - це приховані вчення на його шляху до просвітлення. Коли він нарешті познайомився з Тілопою, йому дали чотири повноцінних лінії передачі, які він потім почав практикувати. Навчаючись та роздумуючи з Тілопою, Наропі довелося пройти ще дванадцять основних труднощів, тренувань подолати всі перешкоди на своєму шляху, що завершилось повною реалізацією махамудри. Наропа провів разом із Тілопою дванадцять років. На березі річки Багмати, в приміщенні індуїстської святині Храм Пашупатінатха, знаходиться печера, де його ініціював Тілопа і досяг Сіддхі. 
Пізніше у своєму житті Наропа залишився в Пуллахарі, де помер у віці 85 років. Фуллахарі або Пуллахарі було розташовано, швидше за все, у східній частині Біхару чи Бенгалії. 
Одна з небагатьох достовірних історичних розповідей про нього походить від тибетського перекладача на ім’я Нгацо Лоцава, який доклав зусиль, щоб відвідати Наропу в монастирі Фуллахарі, поки чекав щоб зустрітись з Атішею у Вікрамашилі. 

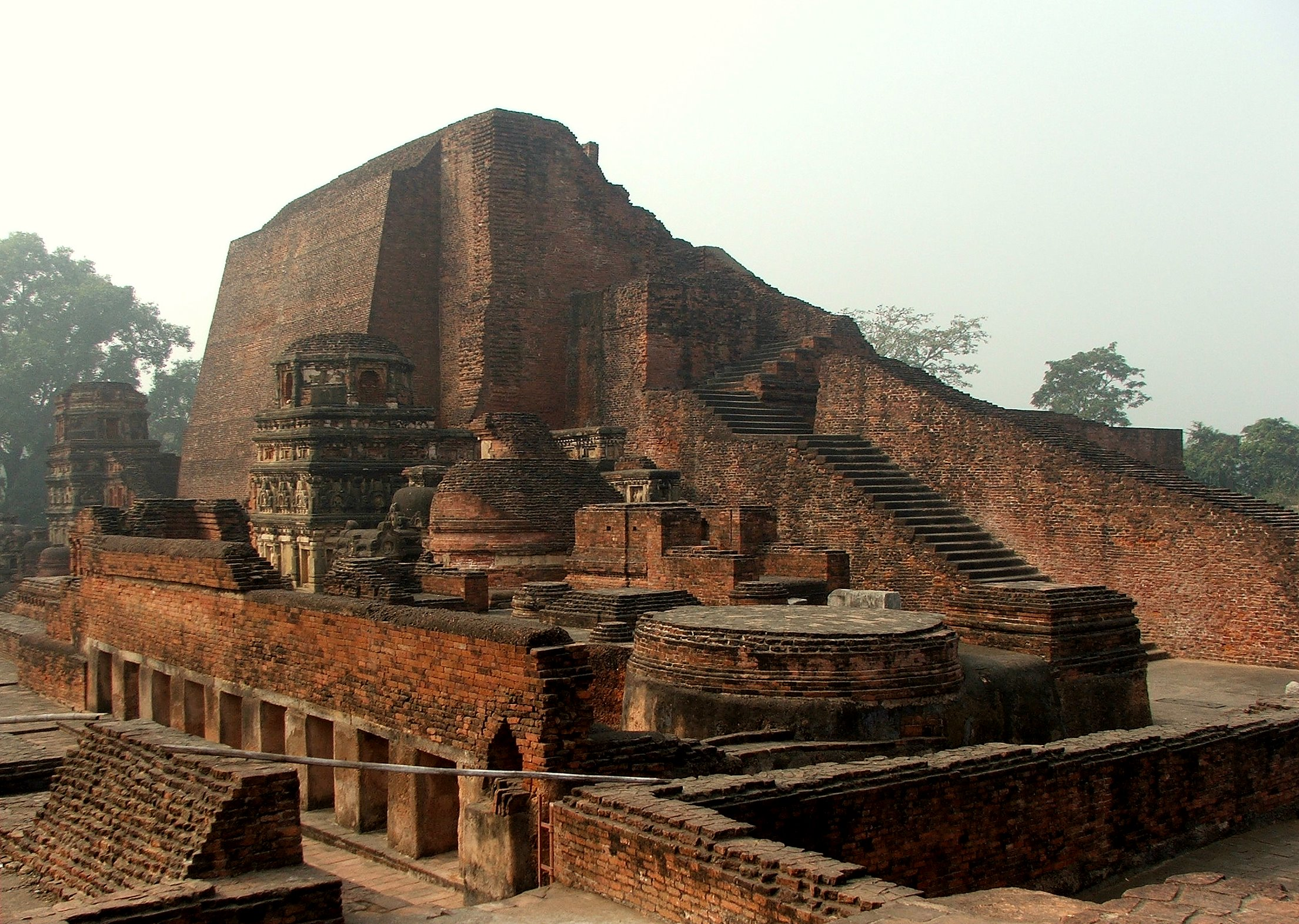
Руїни Наланди Махавіхари

Because I went alone as an insignificant monk to see the Lord Atisha — and because he tarried for a year in Magadha – I thought I would go see the Lord Naropa, since his reputation was so great. I went east from Magadha for a month, as I had heard that the Lord was staying in the monastery known as Phullahari. Very great merit arose from being able to go see him. On the day I arrived, they said some feudal prince had come to pay homage. So I went to the spot, and a great throne had been erected. I sat right in front of it. The whole crowd started buzzing, "The Lord is coming!" I looked and the Lord was physically quite corpulent, with his white hair [stained with henna] bright red, and a vermilion turban on. He was being carried [on a palanquin] by four men, and was chewing betel-leaf. I grabbed his feet and thought, "I should listen to his pronoucements!" Stronger and stronger people, though, pushed me further and further from his feet and finally I was tossed out of the crowd. So, there I saw the Lord's face, but did not actually hear his voice.

## Спадщина
Наропа пам’ятається своєю довірою та відданістю вчителю, що, згідно з його біографією, дозволило йому досягти просвітлення за одне життя. 
Він також згадується, як частина «Golden Garland », це означає, що він є тримачем лінії Каг'ю школи Тибетського Буддизму і вважався досвідченим ученим. Чудовий практик, Наропа найвідоміший тим, що зібрав Шість Дхарм. Ці практики допомагають швидше досягти Буддату. Багато подальших Кармап були особливо спритні в одній або декількох з цих практик, які, згідно з традицією Ваджраяни, вважаються даними Буддою і передані безперервною лінією через Тілопу до Наропи, Марпи та Міларепи і донині. 
Наропа вважається одним із вісімдесяти чотирьох махасіддх, «святих» Ваджраяни. На його честь був названий університет Наропи в Колорадо, США. 

## Дивитися також
- Шість йогів Наропи
- Тілопа
- Махасіддха
- Марпа
- Каг'ю